# Adriana Cardoso
Adriana Cardoso de Castro, más conocida como Adriana Cardoso (Fortaleza, 29 de octubre de 1990) es una jugadora brasileña de balonmano que juega de extremo derecho. Internacional absoluta con Brasil, milita desde la temporada 2024-25 en el Toulon Saint-Cyr Var Handball de la Liga Butagaz Énergie francesa.

## Trayectoria
Tras formarse en varios clubes de su país, cerró su etapa en Brasil con el UCS Caxias do Sul (–2011). En 2011 dio el salto a Europa para fichar por el Randers HK danés; allí debutó en Liga de Campeones.
Su explosión llegó en España, donde defendió al Balonmano Bera Bera en dos temporadas diferentes (entre 2012 y 2014 y del 2017 al 2021), conquistando la Liga Guerreras Iberdrola y la Copa de la Reina.  Su último año con el conjunto español terminó abruptamente tras salir en noviembre de 2021. Su velocidad y eficacia realizadora la convirtieron en pieza clave de Bera Bera, club con el que superó los 450 goles ligueros y logró un triplete nacional en 2020.
Entre 2014 y 2017 compitió en la Bundesliga alemana (SVG Celle y HSG Blomberg-Lippe). En noviembre de 2021 se incorporó al Metz Handball, con el que levantó la liga francesa 2022-23 y la Coupe de France, además de un tercer puesto en la máxima competición europea.
Tras dos cursos en el ŽRK Budućnost montenegrino (2022-2024), con el que ganó la liga montenegrina de esas dos temporadas, firmó por el Toulon Métropole Var HB para la campaña 2024-25.

### Trayectoria de clubes
- –2011:  UCS Caxias do Sul
- 2011–2012:  Randers HK[2]
- 2012–2014:  Balonmano Bera Bera[3]
- 2014–2015:  SVG Celle[2]
- 2015–2017:  HSG Blomberg-Lippe
- 2017–2021:  Balonmano Bera Bera[3]
- 2021–2022:  Metz Handball[6]
- 2022–2024:  ŽRK Budućnost
- 2024–pres.:  Toulon Saint-Cyr Var HB[8]

### Selección
Debutó con la absoluta brasileña en 2010 y acumula más de 80 internacionalidades. Con la verde-amarela fue campeona de los Juegos Panamericanos de Lima 2019, donde anotó 27 tantos, segunda máxima goleadora del torneo. También se colgó el oro en el Campeonato Sud-Centroamericano 2018, clave para la clasificación al Mundial de Japón.

## Premios y títulos

### Con la selección
- 2 x Medalla de oro en los Juegos Panamericanos (2019, 2023)
- 4 x Medalla de oro en los Campeonato Sudamericano y Centroamericano de Balonmano Femenino (2018, 2021, 2022, 2024)

### Con sus clubes
- 5 x Liga Guerreras Iberdrola (2013, 2014, 2018, 2020, 2021)[3]
- 3 x Copa de la Reina de Balonmano (2013, 2014, 2019)[3]
- 3 x Supercopa de España (2013, 2014, 2022)[12]
- 1 x Ligue Butagaz Énergie (2023)[6]
- 1 x Copa de Francia (2023)[13]
- 2 x Liga de Montenegro (2023, 2024)